# Centolle de Burgos
Sainte Centolle († vers 304), avec Hélène sont deux vierges, martyres à Burgos en Vieille-Castille pendant les persécutions romaines.
Ce sont des saintes chrétiennes fêtées le 2 août en Occident et le 13 août en Orient.

## Hagiographie
Centolle reçoit pendant son enfance un enseignement catholique par son père, un diplomate romain de Tolède. Cette foi l'oblige à fuir la persécution dioclétienne de son village pour se rendre à Siero.
Elle est ensuite jugée par le préfet Eglisio à cause de sa religion. Elle est décapitée avec Hélène car elle ne renie pas sa foi.

## Représentation
Dans la cathédrale de Burgos, ont été représentées Centolle et Hélène lors de leur décapitation par le peintre Juan Rizi.